# ماتسوزاکایا
ماتسوزاکایا (انگلیسی: Matsuzakaya) شرکت خرده‌فروشی ژاپنی است، که در سال ۱۶۱۱ تأسیس شد و هم‌اکنون زیرمجموعه‌ای از شرکت دایمارو می‌باشد.